# 巴波沙大馬路 (巴士站)
巴波沙大馬路（葡萄牙語：Av. Artur de Tamagnini Barbosa），是位於澳門半島花地瑪堂區台山的一個中途站，位於巴波沙大馬路。澳巴1、3、10、27、29、101X、101XS、N1A路線，新福利9、9A、25、34、65路線途經本站。

## 歷史
- 2005年10月20日，土地工務運輸局為改善巴波沙大馬路的交通環境以及該路段巴士站之運作條件，將位於新城巿花園的巴士站及嘉翠麗大廈的巴士站取消，同時在新城巿商業中心門前設巴士站，故此站正式設立。[1]

- 2007年10月1日，N1路線試辦三個月，新增停靠此站。[2]

- 2008年3月30日，N1路線試辦期延長並維持停靠此站，後期改為永久措施。[3]

- 2011年6月12日，交通事務局實施第四階段巴士路線調整，27路線開設，新增停靠此站。[4][5]

- 2012年6月1日，原N1路線分拆為N1A及N1B路線，N1A路線停靠此站。[6]

- 2013年3月16日，交通事務局對多條途經台山一帶巴士路線進行調整，其中16、25X路線取消停靠此站。[7][8][9]

- 2017年8月29日，原於“關閘總站”為總站的路線對停靠站點再作出調整，5、10B和18路線取消停靠此站，3路線一度停靠此站作為臨時循環點。[10]

- 2017年8月31日，為應對開學的巴士服務需求，對原以“關閘總站”開出或途經巴士路線停靠安排作出調整，其中1和25路線恢復停靠此站，其中1以本站為循環點；25路線臨時調整至此站為澳門半島臨時總站；3路線取消停靠此站。[11]

- 2018年10月24日，配合港珠澳大橋通車，101X路線開設，新增停靠本站。[12][13][14][15]

- 2018年12月15日，“關閘總站”重整工程完成並重新恢復運作，1、3、10、25路線恢復原線行駛，維持停靠本站。[16][17]

- 2020年2月21日至3月14日，為配合澳門自來水工程，此站需要暫停使用。[18]

- 2021年1月4日，10X路線增設回程服務，新增停靠此站。[19]

- 2022年7月23日至8月7日，27S、59S路線臨時開設，新增停靠本站。[20][21]

- 2022年8月3日至4日，配合珠澳口岸調整並放寬通關安排，且關閘邊檢大樓因拱北口岸消防工程停用，102路線臨時開設，新增停靠此站。[22][23][24][25][26][27][28][29][30]

- 2023年12月2日，5AX路線編號更改為65，新增停靠本站。[31]
- 2024年2月10日起，101XS路線新增停靠此站。[32]

- 2024年6月1日，10X路線與原29路線合併，新29路線新增停靠此站。[33]

## 設施
- 兩個巴士站牌

## 各車道安排
- 單一行車道

## 路線資料
| 澳巴   | 1     | 媽閣 輕軌媽閣站 媽閣交通樞紐 | 關閘 關閘總站   | |                 |
| 澳巴   | 3     | 外港碼頭                     | 關閘 關閘總站   | |                 |
| 新福利 | 9     | ↺ 媽閣 輕軌媽閣站 媽閣碼頭   | 牧場街          | |                 |
| 新福利 | 9A    | ↺ 旅遊塔                     | 青茂            | - 牧場街總站 - 青茂口岸                                                                               |                 |
| 澳巴   | 10    | 媽閣 輕軌媽閣站 媽閣交通樞紐 | 關閘 關閘總站   | |                 |
| 新福利 | 25    | ↺ 路環市區                   | 關閘 關閘總站   | |                 |
| 澳巴   | 27    | ↺ 青洲 青洲總站              | 望廈            | - 關閘總站 - 祐漢（看台街、中心街） - 黑沙環（衛生中心、東方明珠、裕華）                              |                 |
| 澳巴   | 29    | 城市日前地                   | ↺ 青洲 青翠花園 | - 牧場街總站 - 青茂口岸及青蔥大廈                                                                     |                 |
| 新福利 | 34    | 海洋花園                     | 青洲坊          | - 牧場街總站                                                                                          |                 |
| 新福利 | 65    | ↺ 司打口                     | 牧場街          | |                 |
| 澳巴   | 101X  | ↺ 亞馬喇前地                 | 港珠澳大橋      | | 快線 24小時服務 |
| 澳巴   | 101XS | ↺ 亞馬喇前地                 | 港珠澳大橋      | 快線 101X路線特班車 中港澳假期期間服務                                                                |                 |
| 澳巴   | N1A   | 筷子基北灣                   | ↺ 亞馬喇前地    | - 祐漢（看台街、祐漢街市） - 黑沙環（黑沙環公園、廣華） - 外港碼頭 - 皇朝（宋玉生廣場、永利、美高梅） | 夜間路線        |

## 爭議

### COVID-19疫情放寬通關初期 101X路線人擠人惹違防疫之嫌
- 2020年6月下旬，珠海市逐步放寬部分人士赴珠入境限制，並對澳門居民開放商務或公務免隔離名額。所有獲准免隔離人士必須經港珠澳大橋澳門邊檢大樓或路氹邊檢大樓（橫琴口岸）入境珠海。受COVID-19疫情影響，澳巴101X路線作為當時唯一一條維持服務往返港珠澳大橋澳門口岸的巴士路線，日間時間大批人士於此站聚集侯車，情況險象環生，由於正值疫情初期，更一度被指不利防疫。[34][35]

- 2020年7月5日至24日，交通事務局評估後同意決定開設101X路線特班車，往返港珠澳大橋和關閘，於每日08:00-11:00、14:00-19:00提供服務，期間疏導原於此站侯車前往港珠澳大橋澳門口岸通關的乘客。[36][37]

### 行人亂過馬路問題
- 本站自搬遷至新城市商業中心前位置後，成為行人亂過馬路的重災區兼交通黑點，同時是2023年最多行人違規檢控的地點[38]。而違規亂過馬路之現像已存在30年之久，眾多乘客在本站下車之後便慣性橫過馬路前往鄰近關閘馬路的水貨街一帶，導致人流較多；雖然鄰近菜園涌邊街的行人天橋設有上行扶梯及升降機，但多數途人不作使用，導致違規過馬路亂象，屢勸不聽、屢罰不止[39]。

- 可見及此，澳門特別行政區第六屆政府運輸工務司司長譚偉文於2025年4月30日出席澳門立法會全體會議回應時表示，將會針對部分交通黑點作出調整，其中台山社屋嘉翠麗大廈第二座完成清拆後，計劃將本站前移冀減少違規亂過馬路的情況[40]。

## 鄰近公共運輸站
M7 關閘馬路（Istmo F. Amaral）
路線：3、3X、16、16S、17、25
M13 李寶椿街（Rua de Lei Pou Ch'ôn）
路線：27、30、65
M284 華大新村（Bairro Vá Tai）
路線：5、65
M285 台山平民大廈（Moradias Económicas da Tamagnini Barbosa）
路線：16、16S

## 外部連結
- 新福利官方網站 （繁體中文） （页面存档备份，存于）
- 澳巴官方網站 （繁體中文） （页面存档备份，存于）